# NGC 3105
NGC 3105 је расејано звездано јато у сазвежђу Једра које се налази на NGC листи објеката дубоког неба.
Деклинација објекта је - 54° 47' 15" а ректасцензија 10h 0m 39,5s. Привидна величина (магнитуда) објекта NGC 3105 износи 9,7. NGC 3105 је још познат и под ознакама OCL 798, ESO 167-SC14, AM 0958-543.